# 18 Melpomena
18 Melpomena (mednarodno ime 18 Melpomene, starogrško starogrško Μελπομένη: Melpoméne) je velik asteroid tipa S v glavnem asteroidnem pasu. 

## Odkritje
Asteroid je odkril John Russell Hind (1823 – 1895) 24. junija 1852. Ime je dobil po Melpomeni, muzi tragedije iz grške mitologije.

## Lastnosti
Njegov albedo je 0,223. Za pot okrog Sonca potrebuje 3,48 let. Njegova tirnica je nagnjena proti ekliptiki za 10,126°. Okrog svoje osi se zavrti v 11,573 urah.

## Okultacije
Doslej so opazovali okultacijo z zvezdo 11. decembra 1978. Med opazovanjem so odkrili, da bi asteroid lahko imel luno. Dali so ji celo začasno ime S/1978 (18) 1. Luna bi lahko imela v premeru okoli 37 km.
Asteroid so opazovali tudi s pomočjo Vesoljskega teleskopa Hubble. Ta opazovanja pa niso potrdila obstoja lune, opazili so samo, da je asteroid zelo podolgovat (150 × 125 km).